# Happy Birthday (film)
Pour les articles homonymes, voir Happy Birthday.
Pour plus de détails, voir Fiche technique et Distribution.
Happy Birthday (All I Wish) est un film américain réalisé par Susan Walter sorti en 2017.

## Synopsis
En Californie, Senna Berges (Sharon Stone), célibataire, a 46 ans ce matin. Comme chaque année, sa mère Célia (Ellen Burstyn) lui téléphone tôt pour être la première à lui souhaiter son anniversaire. Elles conviennent de se retrouver dans la journée, comme chaque année, pour fêter son anniversaire en tête-à-tête. Senna met à la porte Théo le jeune homme avec qui elle vient de passer la nuit, se rendant compte à quel point il est stupide. À la porte d'entrée, il croise Darla (Liza Lapira), meilleure amie de Senna. Senna n'arrive pas à trouver un homme qui lui convient, elle enchaîne les rencontres d'un soir avec des hommes plus jeunes qu'elle. Darla veut l'aider et a décidé de lui faire rencontrer un de ses amis, célibataire depuis peu, qui vient de quitter Boston pour Los Angeles. Senna s'aperçoit avec joie que Darla porte une bague de fiançailles. Elles vont ensemble à la boutique de Jean-Michel (Gilles Marini) pour acheter des vêtements pour habiller Darla pour la soirée.
Senna arrive sur son scooter dans un club huppé et rejoint sa mère à une table en terrasse. Célia offre à sa fille son pendentif, que le père de Senna lui avait offert le jour de leur mariage. Elle lui fait la morale et lui dit qu'il faut qu'elle prenne confiance en elle pour réussir.
Senna est employée comme styliste de mode par Vanessa (Famke Janssen). Les gouts de Senna ne correspondent pas à ceux de la clientèle. Vanessa la licencie.

## Fiche technique
- Titre : Happy Birthday
- Titre original : All I Wish
- Titre alternatif : A Little Something for Your Birthday
- Réalisation : Susan Walter
- Scénario : Susan Walter
- Sociétés de production : MRB Productions (en)
- Musique : Chris Horvath
- Photographie : Pedro Gómez Millán
- Montage : Robert Brakey
- Costumes : Mona May
- Pays d'origine :  États-Unis
- Langue de tournage : anglais
- Format : couleurs
- Genres : Comédie dramatique et romance
- Durée : 94 minutes
- Dates de sortie[1] :
  -  États-Unis : 3 mai 2017
  -  France : 20 février 2019 en DVD

## Distribution
- Sharon Stone (VF : Fanny Gatibelza) : Senna Berges, styliste
- Tony Goldwyn (VF : Michaël Cermeno)  : Adam, amoureux de Senna
- Ellen Burstyn (VF : Sylvie Santelli) : Célia Berges, mère de Senna
- Liza Lapira (VF : Sophie O) : Darla, meilleure amie de Senna
- Famke Janssen : Vanessa
- Gilles Marini : Jean-Michel
- Caitlin Fitzgerald (VF : Faye Hadley) : Alison, amoureuse d'Adam
- Leonor Varela : Bianca
- Yvonne Jung : Dede
- Ryan Lochte : Brad
- Erica Ash : Nikki
- Parvesh Cheena (en) : Ken
- Jason Gibson (VF : Olivier Valiente) : Steve
- D.G. Guyer : Georgia
- Matthew Broussard : Lars
- Jose Navarro : Miguel
- David Atkinson : Chet
- Selah Victor : Kimmy

Version Française
- Société de doublage : Audioprojects
- Direction Artistique : Fanny Gatibelza
- Adaptation : Jean-Paul Szybura

Source et légende : Version française (VF) sur carton du doublage français

## Musique
Sauf indication contraire, les informations mentionnées dans cette section peuvent être confirmées par la base de données cinématographiques IMDb,  présente dans la section « Liens externes ».
- I'll Remember You par Buffalo.
- The Weight par Buffalo.
- It's only love par Joseph Eid.

## Accueil

### Accueil critique
Sur l'agrégateur américain Rotten Tomatoes, le film récolte 18 % d'opinions favorables pour 22 critiques. Sur Metacritic, il obtient une note moyenne de 49⁄100 pour 9 critiques.